# Tamsin Egerton
Tamsin Egerton (ur. 26 listopada 1988 w Hampshire) – angielska aktorka.

## Filmografia
| Rok  | Film                                           | Rola                |
| ---- | ---------------------------------------------- | ------------------- |
| 2001 | Mgły Avalonu                                   | Młoda Morgaine      |
| 2003 | Hans Christian Andersen                        | Kate Dickens        |
| 2004 | Sherlock Holmes i sprawa jedwabnej pończochy   | Miranda Helhoughton |
| 2005 | Wszystko zostaje w rodzinie                    | Holly Goodfellow    |
| 2006 | Nauka jazdy                                    | Sarah               |
| 2006 | Eragon                                         | Katrina             |
| 2007 | Trzęsienie ziemi                               | Zoë                 |
| 2007 | Dziewczyny z St. Trinian                       | Chelsea Parker      |
| 2008 | Octavia                                        | Octavia             |
| 2009 | St. Trinian's II: The Legend of Fritton's Gold | Chelsea Parker      |
| 2010 | Huge                                           | Clarisse            |
| 2010 | The Story of F***                              | Daisy               |
| 2010 | 4.3.2.1                                        | Cassandra           |
| 2010 | Knife Edge                                     | Flora               |
| 2011 | Na desce                                       | Georgie             |
| 2012 | Singularity                                    | Laura Fennel        |
| 2013 | Justin and the Knights of Valour               | Lara                |
| 2013 | Prawdziwa historia króla skandali              | Fiona Richmond      |
| 2013 | Wirtuoz                                        | Ashley              |
| 2014 | Queen & Country                                | Ophelia             |
| 2014 | Kocham, Rosie                                  | Sally               |
| 2015 | The Lovers                                     | Laura               |
| 2016 | Grimsby                                        | Carla Barnes        |
| 2019 | Balance, Not Symmetry                          | Fiona Miller        |